# Philodendron sagittifolium
Philodendron sagittifolium är en kallaväxtart som beskrevs av Frederik Michael Liebmann. Philodendron sagittifolium ingår i släktet Philodendron och familjen kallaväxter. Inga underarter finns listade.